# Ewangelia Barnaby
Ewangelia Barnaby – apokryficzna ewangelia powstała w środowisku muzułmańskim w XIV wieku, najprawdopodobniej napisana przez konwertytę na islam. Najstarszy znany egzemplarz napisany jest językiem starowłoskim, z silnymi naleciałościami dialektu weneckiego. Ten pseudoepigraf jest nazywany „muzułmańską Ewangelią”.

## Opis
Składająca się z 222 rozdziałów ewangelia przypisana jest Barnabie, który przedstawiony został jako jeden z dwunastu apostołów. Wedle słów prologu spisał ją, aby wyprostować błędy, w które popadł Paweł. Podobnie jak kanoniczne ewangelie opisuje życie Jezusa, przedstawione jednak zgodnie z kanonami islamu: Jezus nie jest bogiem, a tylko kolejnym z proroków, zamiast niego zostaje ukrzyżowany Judasz, zaś Jezus zapowiada nadejście Mahometa. Tekst zawiera anachronizmy, m.in. odniesienie do obchodzenia co 100 lat Roku Jubileuszowego, choć ustanowił go dopiero w 1300 roku papież Bonifacy VIII.
Manuskrypt zawierający Ewangelię Barnaby został odnaleziony na początku XVIII wieku w Amsterdamie przez pruskiego urzędnika J.F. Cramera i przekazany w 1709 roku do przebadania Johnowi Tolandowi, który opublikował pierwsze jej fragmenty. Następnie został przesłany do Wiednia, gdzie do dziś znajduje się w zbiorach Austriackiej Biblioteki Narodowej. Pełny tekst apokryfu, wraz z jego tłumaczeniem na język angielski, ogłosił dopiero w 1907 roku kanonik anglikański Lonsdale Ragg wraz ze swoją siostrą Laurą.
Drugi manuskrypt zawierający apokryficzną Ewangelię został przetłumaczony z języka włoskiego na hiszpański przez Moryska Ibrahima al-Taibiliego z Tunisu. Rękopis powstał około roku 1634 i jest przechowywany w Madrycie (BNM MS 9653).
Trzeci manuskrypt (mylnie nazywany „Biblią z Ankary”) został ujawniony przez Muzeum Etnograficzne w Ankarze w roku 2012. Rękopis miał zostać przejęty przez turecką policję przy próbie przemytu antycznych dóbr kultury. Zdaniem Ministra Kultury oraz Turystyki Ertuğrula Günaya manuskrypt ma ok. 1500 lat i zdaje się być napisany w języku syryjskim (aramejskim) na związanych skórzanych kartach. Kodeks ten na około 50 niewielkich kartach posiada wiele dużych miniatur oraz niewyraźny tekst zapisany wielkimi literami. Nie zawiera tekstu Biblii czy choćby Nowego Testamentu lecz niewielki fragment apokryficznej Ewangelii Barnaby. Rękopis jest uważany za pochodzącą z XVI wieku (lub nawet późniejszą) fałszywkę.
Część środowisk muzułmańskich uważa Ewangelię Barnaby za autentyczną, wykorzystując ją w polemikach z chrześcijaństwem. Odwoływał się do niej m.in. Mirza Gulam Ahmad, założyciel ruchu Ahmadijja.